# 622 v. Chr.
Portal Geschichte | Portal Biografien | Aktuelle Ereignisse | Jahreskalender | Tagesartikel

◄ |
8. Jahrhundert v. Chr. |
7. Jahrhundert v. Chr. |
6. Jahrhundert v. Chr. |
►

◄ | 640er v. Chr. | 630er v. Chr. | 620er v. Chr. | 610er v. Chr. |
600er v. Chr. |
►

◄◄ | ◄ | 625 v. Chr. | 624 v. Chr. | 623 v. Chr. | 622 v. Chr. |
621 v. Chr. |
620 v. Chr. |
619 v. Chr. |
► |
►►

## Ereignisse

### Wissenschaft und Technik
- 4. Regierungsjahr des babylonischen Königs Nabopolassar (622 bis 621 v. Chr.): Im babylonischen Kalender fällt der Jahresbeginn des 1. Nisannu auf den 14.–15. März[1]; der Vollmond im Nisannu auf den 28.–29. März[1] und der 1. Tašritu auf den 7.–8. September[1].[2]
- Auffindung des mosaischen Gesetzbuches (wohl das 5. Buch Mose) im Tempel von Jerusalem unter der Herrschaft von König Josia, was zur „Josianischen Reform“ der Gottesverehrung in Israel führte mit Elementen wie Kultzentralisation auf Jerusalem.[3]